# Đường tỉnh 181
Đường tỉnh 181 hay tỉnh lộ 181, viết tắt ĐT181 hay TL181, là đường tỉnh ở huyện Quản Bạ và Yên Minh, tỉnh Hà Giang, Việt Nam.
Đường tỉnh 181 nối vào Quốc lộ 4C ở ngã ba cầu Cán Tỷ, xã Cán Tỷ, huyện Quản Bạ. Đường đi về hướng đông nam rồi gần đông, qua các xã Lùng Tám, Thái An, Đường Thượng.
Đường kết thúc và nối vào Đường tỉnh 176 ở làng Khác, xã Lũng Hồ, huyện Yên Minh.22°59′30″B 105°13′4″Đ / 22,99167°B 105,21778°Đ